# Prêmio ACIE de Cinema 2010
O Prêmio ACIE de Cinema de 2010 foi a sétima edição do Prêmio ACIE, concedido pela Associação dos Correspondentes de Imprensa Estrangeira no Brasil, a ACIE. A entrega dos troféus ocorreu em 5 de abril de 2010 no Centro Cultural Banco do Brasil, no Rio de Janeiro, reunindo diversos profissionais atuantes no cinema brasileiro.
O homenageado da cerimônia foi Carlos Manga, que recebeu o Prêmio ACIE pelo conjunto da obra. É Proibido Fumar se saiu como o grande vencedor da noite, mas o prêmio do júri popular foi para o documentário Loki: Arnaldo Baptista.

## Indicados e vencedores
Os vencedores estão em negrito na tabela abaixo:
| Melhor Filme É Proibido Fumar – Anna Muylaert e Sara Silveira - A Festa da Menina Morta – Vânia Catani - Salve Geral – Joaquim Vaz de Carvalho - Verônica – Silvia Fraiha, Emerson Jussiani Macarrão, Isabella Nicolas e Carlos Eduardo Rodrigues                                          | Melhor DireçãoMatheus Nachtergaele – A Festa da Menina Morta - Anna Muylaert – É Proibido Fumar - Daniel Filho – Se Eu Fosse Você 2 / Tempos de Paz - Helena Solberg – Palavra (En)Cantada                                                                                         |
| Melhor Ator Dan Stulbach – Tempos de Paz como Clausewitz - Daniel de Oliveira – A Festa da Menina Morta como Santinho - Selton Mello – A Mulher Invisível como Pedro - Tony Ramos – Tempos de Paz como Segismundo                                                                          | Melhor AtrizAndréa Beltrão – Verônica como Verônica - Caroline Abras – Se Nada Mais Der Certo como Marcin - Fernanda Torres – Os Normais 2 – A Noite Mais Maluca De Todas como Vanilce "Vani" Alencar - Glória Pires – É Proibido Fumar como Baby e Se Eu Fosse Você 2 como Helena |
| Melhor Roteiro É Proibido Fumar – Anna Muylaert - A Festa da Menina Morta – Matheus Nachtergaele e Hilton Lacerda - A Mulher Invisível – Cláudio Torres - Tempos de Paz – Bosco Brasil | Melhor FotografiaA Festa da Menina Morta – Lula Carvalho - À Deriva – Ricardo Della Rosa - Besouro – Enrique Chediak - Budapeste – Lula Carvalho |
| Melhor Trilha Sonora É Proibido Fumar – Mauricio Pereira, Pena Schmidt, Paulo Miklos, Anna Muylaert, Paulo Sacramento, Helio Vilela e Marcio Nigro - À Deriva – Antonio Pinto - Loki: Arnaldo Baptista – Arnaldo Baptista e Mutantes - Simonal: Ninguém Sabe o Duro que Dei – Berna Ceppas | Melhor Documentário Loki: Arnaldo Baptista - Cidadão Boilesen - Paulo Gracindo - O Bem-Amado - Simonal: Ninguém Sabe o Duro que Dei |